# حميد سليمان
حميد سليمان من مواليد (20 حزيران 1986) بدمشق، درس الهندسة المعمارية ويعمل كرسام ومصور، هاجر من سوريا عام 2011 ليستقر في فرنسا، وأنشأ رواية مصورة بعنوان (مستشفى الحرية)، وحاصل على جائزة المورد الثقافي، وبين ترانسليتس.

## الحياة والعمل
درس حميد سليمان في كلية الهندسة المعمارية في جامعة دمشق. ليتخرج منها في عام 2010. عمل بعد تخرجه في سوريا كرسام. واستمد ألهامه من فنانين عدة مثل جو ساكو، ويل إيسنر وفرانك ميلر.
أدى اندلاع الحرب الأهلية في سوريا عام 2011. لهجرته من سوريا بحثا عن الأمان، ليبدأ رحلته من الأردن ثم مصر ومنها إلى ألمانيا ثم فرنسا.
في عام 2014، حصل على جائزة (المورد الثقافي) للمواهب الشابة، وفي نفس العام في شهر شباط، تزوج أوريلي روبي، وأنشاءا سوياً (غرفة الشتاء) لرعاية اللاجئيين السوريين .
بعد وقت قصير من هجمات باريس 2015، خرج في وقفة احتجاجية ضد الأرهاب، في ساحة الجمهورية بباريس حاملاً لافتة كُتب عليها: 
في شهر آذار من عام 2016، نشر كتابه الشهير (مستشفى الحرية) حيث أحتوى على 288 صورة بالأبيض والأسود، مسلطاً من خلالها الضوء على الأزمة الأنسانية في سورية وتدور مجمل أحداث الكتاب حول المستشفى الميداني السوري، عرضت أعماله في عدة معارض منها في برلين وباريس والقاهرة ولندن وفينيسيا.

### مستشفى الحرية
«مستشفى الحرية» هو عنوان الكتاب الأول للفنان السوري حميد سليمان مصاغ بأسلوب القصص المصورة وهو باللغة الإنكليزية، يصدر عن دار نشر آرتي الفرنسية، في كتابه يسلط حميد سليمان الضوء على الأزمة الأنسانية في سورية والتي خلفتها الحرب الأهلية وتدور مجمل أحداثه حول المستشفى الميداني السوري.، وتم تتويج العمل بجائزة بين ترانسليشن [الإنجليزية].
- سليمان, حميد (2017). مستشفى الحرية (قصص مصورة) (بالإنجليزية). آرتي. ISBN:978-3-446-25508-1.

## المعارض

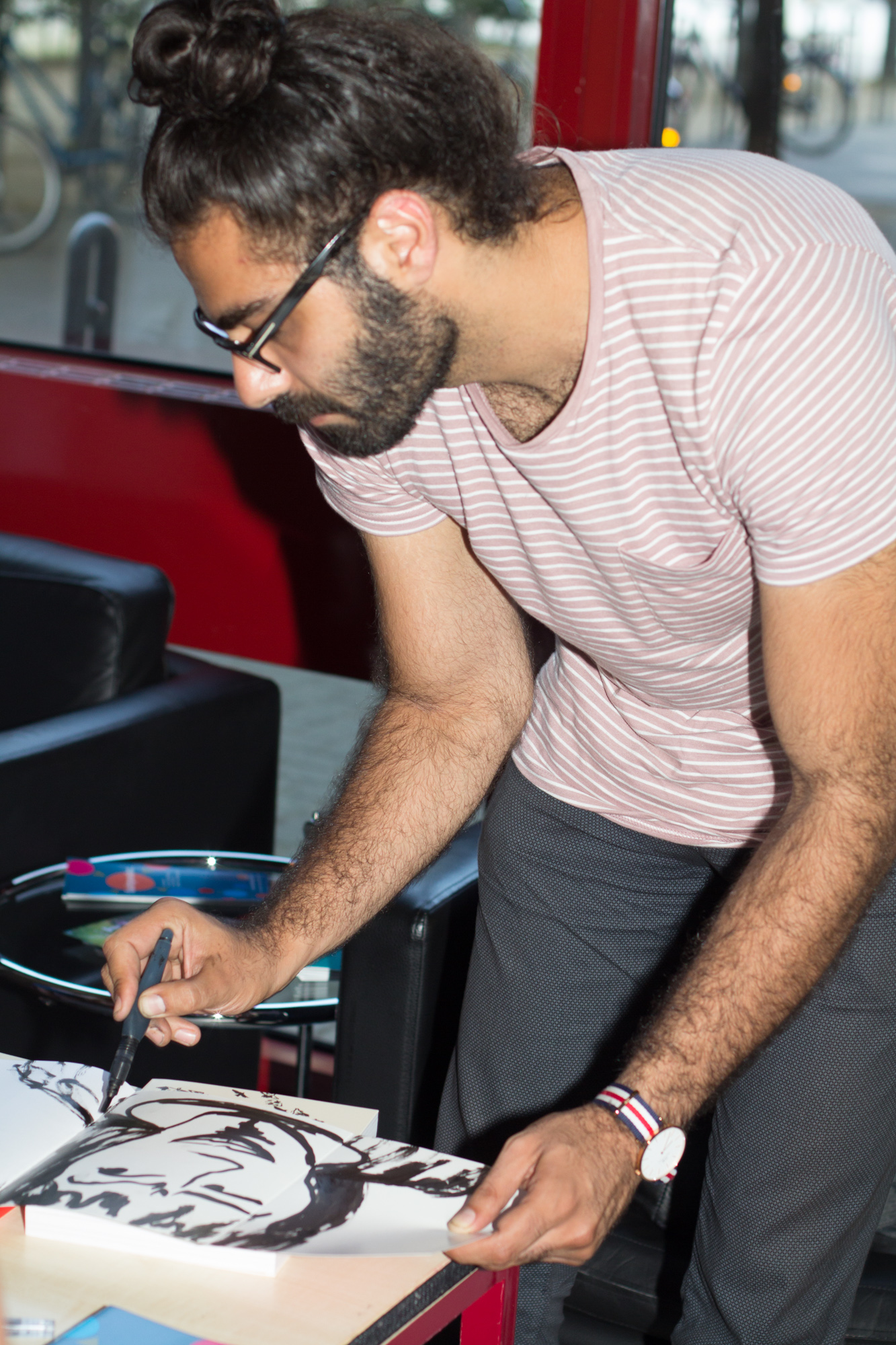
Hamid Sulaiman beim grafischen Signieren von Freedom Hospital

- 2006: التصاميم المعمارية، مكتبة دمشق، دمشق، سوريا.
- 2008: وجوه، معرض الشام، دمشق، سوريا.
- 2008: الألوان في سوريا، معرض قلعة دمشق، سوريا.
- 2009: تكوين، متحف دمشق الوطني، دمشق، سوريا.
- 2010: المراقبون، معرض إبداع، حمص، سوريا.
- 2012: العمارة والنحت، متحف محمد محمود خليل، القاهرة، مصر.
- 2012: Shuttered beauty، معرض 8, لندن، بريطانيا.
- 2012: بدون كلام، معرض P21، لندن، بريطانيا.
- 2012: سوريا تنزف، أتيليه القاهرة، مصر
- 2012: سوريا تنزف، Chateau de البندقية، أيطاليا
- 2013: 101 Artisite Syrie-Arts، مركز بيروت للمعارض، بيروت، لبنان.
- 2014: Cris action، معهد العالم العربي (IMA)، باريس، فرنسا.
- 2014: La porte ouverte، Le Chêne، باريس، فرنسا.
- 2014: BrainWash project، Le Chêne، باريس، فرنسا.
- 2015: My voice ring out for Syrien, Box 21، برلين، ألمانيا.
- 2015: La porte ouverte، Le Chêne، باريس، فرنسا.
- 2015: Syrien off frame، Imagio modio، البندقية، أيطاليا.
- 2016: Rohkunstbau، براندنبورغ، ألمانيا.
- 2016: مهرجان BD Bastia، فرنسا.
- 2016: Paris livre، باريس، فرنسا.
- 2016: La fête de l'humanité، باريس، فرنسا.
- 2016: مهرجان Arab cartoonists، تورنهات، بلجيكا.
- 2016: مستشفى الحرية، Galerie Crone، برلين، ألمانيا
- 2016: مستشفى الحرية، INSEEC Business School، المكتبة الوطنية الفرنسية، مركز الرسوم المتحركة في مونتغاليت، فرنسا
- 2017: مستشفى الحرية، أكاديمية الفنون الجميلة في درسدن [الإنجليزية]، معرض الفنون في امدن [الألمانية]
- 2017: Rooted and uprooted، Galerie Display، كولن، ألمانيا.

## ببلوغرافيا
- "Hamid Sulaiman". Syria untold (بالإنجليزية). 14. Syria. Archived from the original on 2017-09-21. {{استشهاد بدورية محكمة}}: تحقق من التاريخ في: |تاريخ= and |سنة= / |تاريخ= mismatch (help) and الوسيط غير المعروف |شهر= تم تجاهله يقترح استخدام |تاريخ= (help)
- Rédaction RT (19). "Un couple franco-syrien met les réseaux sociaux en émoi avec un cliché plein d'espoir". آر تي (شبكة تلفاز) (بالفرنسية). Archived from the original on 2020-01-14. {{استشهاد بدورية محكمة}}: تحقق من التاريخ في: |تاريخ= and |سنة= / |تاريخ= mismatch (help) and الوسيط غير المعروف |شهر= تم تجاهله يقترح استخدام |تاريخ= (help).
- Anne Bernas (22). "Hamid Sulaiman : Théâtre: «Winter Guests», quand des réfugiés syriens racontent l'exil". راديو فرنسا الدولي (بالفرنسية). Archived from the original on 2019-08-08. {{استشهاد بدورية محكمة}}: تحقق من التاريخ في: |تاريخ= and |سنة= / |تاريخ= mismatch (help) and الوسيط غير المعروف |شهر= تم تجاهله يقترح استخدام |تاريخ= (help).
- Juliette Harau (14). "Hamid Sulaiman : « La France, c'était le pays de la BD » (7/10) #Syrie5ans". لوموند (بالفرنسية). Archived from the original on 2020-03-08. {{استشهاد بدورية محكمة}}: تحقق من التاريخ في: |تاريخ= and |سنة= / |تاريخ= mismatch (help) and الوسيط غير المعروف |شهر= تم تجاهله يقترح استخدام |تاريخ= (help).
- Rédaction Obs (17). "Livre Paris : le salon 2016 attend plus de 3000 auteurs". لو نوفيل أوبسرفاتور (بالفرنسية). Archived from the original on 2018-11-25. {{استشهاد بدورية محكمة}}: تحقق من التاريخ في: |تاريخ= and |سنة= / |تاريخ= mismatch (help) and الوسيط غير المعروف |شهر= تم تجاهله يقترح استخدام |تاريخ= (help).
- "Hamid SULAIMAN" [حميد سليمان]. livreparis.com (بالفرنسية). Archived from the original on 2020-04-08. Retrieved 2020-04-08. {{استشهاد ويب}}: الوسيط |عنوان أجنبي= and |عنوان مترجم= تكرر أكثر من مرة (help) and الوسيط غير المعروف |سنة الوصول= تم تجاهله يقترح استخدام |date= (help).
- Nicolas Michel (15). "Portrait : Hamid Sulaiman, le dessinateur syrien qui dit la guerre civile sans se raconter". جون أفريك (بالفرنسية). Archived from the original on 2018-09-04. {{استشهاد بدورية محكمة}}: تحقق من التاريخ في: |تاريخ= and |سنة= / |تاريخ= mismatch (help) and الوسيط غير المعروف |شهر= تم تجاهله يقترح استخدام |تاريخ= (help).

## وصلات خارجية
- سليمان يتحدث عن «مستشفى السلام» بسوريا
- الحرية” كتاب للسوري حميد سليمان أو العلاج النفسي بالفن